# نوده‌کتول
نوده کتول، روستایی است از توابع بخش مرکزی شهرستان علی‌آباد در استان گلستان ایران.هم اکنون این روستا به شهر علی آباد کتول الحاق شده‌است که این موضوع با نصب بنر در ورودی این روستا با این متن که به محله نوده شهر علی آباد کتول خوش آمدید اعلام شده‌است.                                                          این روستا در شمال شهرستان علی آباد کتوله و فاصله این روستا از شهر 800 متره. این روستا ازمغرب به روستای پیچک محله و از مشرق به محله ولیعصر و جنگلده راه داره.

## جمعیت
این روستا در دهستان کتول قرار دارد و براساس سرشماری مرکز آمار ایران در سال ۱۳۸۵، جمعیت آن ۹۹۶ نفر (۲۵۷خانوار) بوده‌است. مردم نوده کتول به گویش کتولی که گویشی از زبان مازندرانی است صحبت می کنند.